# 윈도우 미디어 오디오 9 무손실
윈도우 미디어 오디오 9 무손실(Windows Media Audio 9 Lossless, WMA9 Lossless)은 마이크로소프트가 2003년 초에 릴리즈한 무손실 오디오 코덱이다.
오디오 CD 한 장을 206내지 411 MB 정도로 압축한다. 비트레이트는 470 내지 940 kbit/s이다. 원본과 똑같은 음을 복원할 수 있다. 오디오 CD들을 리핑하는 데 있어서, 윈도우 미디어 오디오 포맷 중 가장 좋은 음질을 보여준다. 윈도우 미디어 오디오 포맷과 마찬가지로 .WMA확장자를 갖는다. 최대 6개의 채널을 지원하며, 24-bit/96kHz 무손실 오디오를 지원한다.

## 같이 보기
- 애플 무손실
- FLAC
- TTA (코덱)
- WavPack
- Monkey's Audio